# Werner Dinger

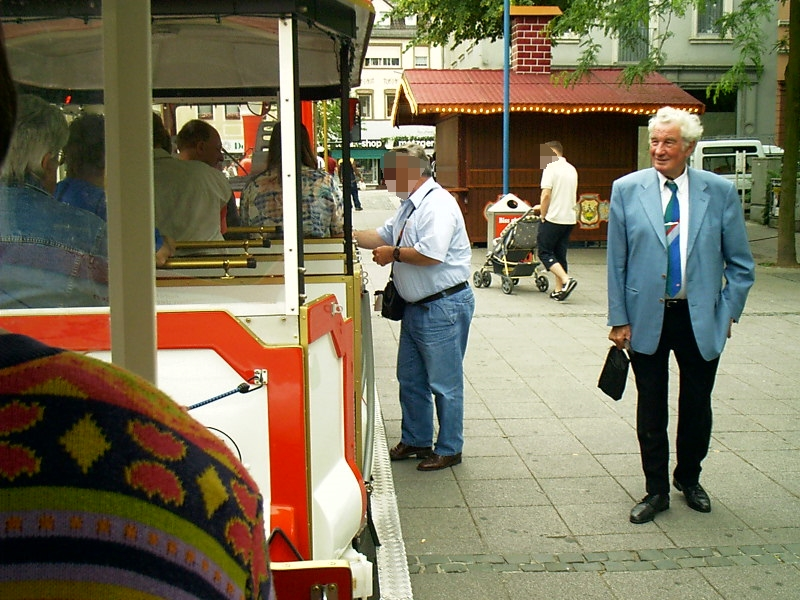
Werner Dinger (rechts im Bild) mit dem Dingerbähnchen (Nibelungenbähnchen) im Jahr 2002

Werner Dinger (* 27. Juli 1924 in Worms; † Oktober 2012 ebenda) war ein Mitarbeiter der Deutschen Bahn. Für sein ehrenamtliches Wirken erhielt er von verschiedenen Stellen Auszeichnungen und Ehrungen.

## Leben
Dinger wurde am 27. Juli 1924 in Worms geboren. 42 Jahre seines Berufslebens war er Mitarbeiter der Deutschen Bahn. Nach seinem aktiven Berufsleben engagierte er sich um Wormser Belange. Beispielsweise kümmerte er sich in besonderem Maße um den Wormser Hauptbahnhof und dessen Erscheinungsbild, wofür ihm von der Deutschen Bahn ehrenhalber der Titel „Bahnhofspate“ verliehen wurde.
Dingers Leidenschaft galt auch dem Wormser Fußballverein Wormatia Worms, dem er über 60 Jahre lang angehört hat. Für sein Engagement wurde ihm von dem Verein der goldene Ehrenring verliehen.
Die Landesverwaltung des Bundeslandes Rheinland-Pfalz zeichnete Werner Dinger für seine ehrenamtlichen Tätigkeiten bereits 1998 mit der Ehrennadel des Landes Rheinland-Pfalz aus. Des Weiteren wurde ihm zu Ehren die mehrere tausend Quadratmeter große Kleingartenanlage hinter der ehemaligen Denzenmühle offiziell auf „Werner-Dinger-Anlage“ benannt, die sich direkt an den Bahngleisen befindet, die von Worms in Richtung Mainz führen.
Das in Worms verkehrende „Nibelungenbähnchen“, welches auch als „Dingerbähnchen“ bekannt ist und vorrangig Touristen zu den verschiedenen Sehenswürdigkeiten transportiert, trägt auf seinem Kfz-Kennzeichen Dingers Initialen (WO WD 10). Die Anschaffung dieses öffentlichen Verkehrsmittels wurde durch Spenden in Höhe von 175.000 Euro ermöglicht, die Dinger innerhalb von zwei Jahren vorrangig in privaten Haushalten sammelte.

## Ehrungen
- Goldener Ehrenring des Wormser Fußballvereins Wormatia[5]
- Verdienstmedaille der Stadt Worms
- Ehrennadel des Landes Rheinland-Pfalz

## Privates
Dinger war verheiratet. Er starb in der Nacht vom 18. auf den 19. Oktober 2012 in Worms.